# Équipe de Slovaquie masculine de handball
 (août 2025).
 (signalé en août 2025).
Si vous disposez d'ouvrages ou d'articles de référence ou si vous connaissez des sites web de qualité traitant du thème abordé ici, merci de compléter l'article en donnant les références utiles à sa vérifiabilité et en les liant à la section « Notes et références ».
- Archive Wikiwix
- Bing
- Cairn
- DuckDuckGo
- E. Universalis
- Gallica
- Google
- G. Books
- G. News
- G. Scholar
- Persée
- Qwant
- (zh) Baidu
- (ru) Yandex
- (wd) trouver des œuvres sur Wikidata

Dernière mise à jour : 11 janvier 2022.
L'équipe de Slovaquie masculine de handball représente la Fédération slovaque de handball lors des compétitions internationales, notamment aux championnats du monde et aux Championnats d'Europe.
Cette formation a participé six fois à une compétition internationale, sans résultat notable.

## Bilan
- Championnat du monde
  - 2009 : 10e place
  - 2011 : 17e place
- Championnat d'Europe
  - 2006 : 16e place
  - 2008 : 16e place
  - 2012 : 16e place
  - 2022 : qualifié en tant que co-organisateur

## Effectif actuel
Les 21 joueurs sélectionnées pour disputer l'Euro 2022 sont :